# João Miranda de Souza Filho
João Miranda de Souza Filho, més conegut com a Miranda (nascut el 7 de setembre de 1984) és un futbolista brasiler que juga com a central pel São Paulo FC.

## Trajectòria esportiva

### Atlético de Madrid
El 31 d'agost de 2012 fou titular en el partit que decidia la Supercopa d'Europa 2012, contra el Chelsea FC a Mònaco, i que l'Atlético de Madrid guanyà per 4 a 1.

### Inter Milan
El 30 de juny de 2015, el club de la Serie A Inter de Milà va anunciar que havia fitxat Miranda amb un préstec de dos anys per 4 milions d'euros, amb l'obligació de comprar-lo definitivament per 11 milions d'euros addicionals l'1 de juliol de 2017, amb condicions que podrien avançar aquesta data.

### Jiangsu Suning
El 26 de juliol de 2019, es va anunciar que el contracte de Miranda amb l'Inter es va rescindir per mutu acord. L'Inter també va anunciar que estava a punt de fitxar pel club xinès Jiangsu Suning. El 28 de febrer de 2021, el Jiangsu va anunciar que el club seria dissolt i, per tant, tots els jugadors contractats pel club serien alliberats, incloent Miranda.

### Retorn al São Paulo
El 6 de març de 2021, abans del derbi contra el Santos al Campeonato Paulista, el president del São Paulo, Julio Casares, va confirmar el retorn de Miranda en una transferència lliure després de dies de negociacions. Va signar un contracte d'1 any i 8 mesos.

### Retirada
L'11 de gener de 2023, Miranda va anunciar la seva retirada als 38 anys a través del seu compte d'Instagram.

### Selecció brasilera
El 20 d'agost de 2007, Miranda va rebre la crida de la Selecció del Brasil per reemplaçar el lloc de Lúcio en un partit amistós contra Algèria. Tanmateix, no va fer el seu debut, ja que no va ser substituït durant el partit. Més d'un any després, Miranda va fer els seus primers partits internacionals per Brasil a la Classificació de la Copa del Món de futbol 2010 contra Perú l'1 d'abril de 2009. Va substituir a Luisão, ja que es va lesionar durant el partit.
Darrera actualització: 9 de setembre de 2009
| Selecció nacional | Club      | Temporada | Partits | Gols |
| ----------------- | --------- | --------- | ------- | ---- |
| Brasil            | São Paulo | 2009      | 6       | 0    |
| Total             | Total     | Total     | 6       | 0    |

| Partits i gols com a internacional | Partits i gols com a internacional | Partits i gols com a internacional | Partits i gols com a internacional | Partits i gols com a internacional | Partits i gols com a internacional | Partits i gols com a internacional    |
| #                                  | Data                               | Lloc                               | Rival                              | Resultat                           | Gol                                | Competició                            |
| 2009                               | 2009                               | 2009                               | 2009                               | 2009                               | 2009                               | 2009                                  |
| ---------------------------------- | ---------------------------------- | ---------------------------------- | ---------------------------------- | ---------------------------------- | ---------------------------------- | ------------------------------------- |
| 1.                                 | 1 d'abril de 2009                  | Porto Alegre, Brasil               | Perú                               | 3–0                                | 0                                  | Classificació de la Copa del Món 2010 |
| 2.                                 | 18 de juny de 2009                 | Pretoria, South Africa             | Estats Units                       | 3–0                                | 0                                  | Classificació de la Copa del Món 2010 |
| 3.                                 | 12 d'agost de 2009                 | Tallinn, Estònia                   | Estònia                            | 1–0                                | 0                                  | Partit amistós                        |
| 4.                                 | 9 de setembre de 2009              | Salvador, Brasil                   | Xile                               | 4–2                                | 0                                  | Classificació de la Copa del Món 2010 |
| 5.                                 | 11 d'octubre 2009                  | La Paz, Bolívia                    | Bolívia                            | 2–1                                | 0                                  | Classificació de la Copa del Món 2010 |
| 6.                                 | 14 d'octubre 2009                  | Campo Grande, Brasil               | Veneçuela                          | 0–0                                | 0                                  | Classificació de la Copa del Món 2010 |

## Palmarès
Atlético de Madrid
- 1 Lliga Europa de la UEFA: 2011–12
- 1 Supercopa d'Europa: 2012[1]
- 1 Copa del Rei de futbol: 2013[15]
- 1 Lliga espanyola: 2013-14
- 1 Supercopa d'Espanya: 2014

Coritiba
- Campionat paranaense: 1

2004
São Paulo
- Campionat brasiler de futbol: 3

2006, 2007, 2008
Brasil
- Copa Confederacions de la FIFA: 1

2009
- Copa Amèrica: 1

2019

### Individual
- Prêmio Craque do Brasileirão: 4

2007, 2008, 2009, 2010
- Bola de Ouro: 2

2008, 2009